# Thampoa guttata
Thampoa guttata är en insektsart som beskrevs av Hu och Kuoh 1991. Thampoa guttata ingår i släktet Thampoa och familjen dvärgstritar. Inga underarter finns listade i Catalogue of Life.